# Mezzanine
Mezzanine je třetí studiové album anglické triphopové kapely Massive Attack, které vyšlo v roce 1998.

## Seznam písní
1. Angel – 6:18
2. Risingson – 4:58
3. Teardrop – 5:29
4. Inertia Creeps – 5:56
5. Exchange – 4:11
6. Dissolved Girl – 6:07
7. Man Next Door – 5:55
8. Black Milk – 6:20
9. Mezzanine – 5:54
10. Group Four – 8:13
11. (Exchange) 4:08
12. Superpredators (bonus na japonské verzi) – 5:16

## Singly z alba
- „Teardrop“